# Firas Katusi
Firas Katusi (6 de septiembre de 1995) es un deportista tunecino que compite en taekwondo.
Participó en los Juegos Olímpicos de París 2024, obteniendo una medalla de oro en la categoría de –80 kg. En los Juegos Panafricanos consiguió dos medallas de oro, en los años 2019 y 2023.
Ganó una medalla de bronce en el Campeonato Mundial de Taekwondo de 2022 y dos medallas de oro en el Campeonato Africano de Taekwondo, en los años 2021 y 2022.

## Palmarés internacional
| Juegos Olímpicos    | Juegos Olímpicos     | Juegos Olímpicos  | Juegos Olímpicos |
| Año                 | Lugar                | Medalla           | Categoría        |
| ------------------- | -------------------- | ----------------- | ---------------- |
| 2024                | París (Francia)      | Medalla de oro    | –80 kg           |
| Campeonato Mundial  |                      |                   |                  |
| Año                 | Lugar                | Medalla           | Categoría        |
| 2022                | Guadalajara (México) | Medalla de bronce | –74 kg           |
| Juegos Panafricanos |                      |                   |                  |
| Año                 | Lugar                | Medalla           | Categoría        |
| 2019                | Rabat (Marruecos)    | Medalla de oro    | –74 kg           |
| 2023                | Acra (Ghana)         | Medalla de oro    | –80 kg           |
| Campeonato Africano |                      |                   |                  |
| Año                 | Lugar                | Medalla           | Categoría        |
| 2021                | Dakar (Senegal)      | Medalla de oro    | –74 kg           |
| 2022                | Kigali (Ruanda)      | Medalla de oro    | –74 kg           |